# Часовая улица (Москва)
Часова́я у́лица — улица в Северном административном округе города Москвы на территории района Аэропорт. Расположена между Балтийской улицей и улицей Черняховского.
Застройка улицы началась ещё до войны. Названа 24 октября 1958 года по находившемуся на этой улице Научно-исследовательскому институту часовой промышленности.

## Примечательные здания и сооружения
По нечётной стороне:
- № 5-Б — жилой дом. Здесь жили писатель и сценарист Борис Васильев, киноактёр Юрий Саранцев[1], а также режиссёр-мультипликатор Владимир Дегтярёв[2];
- № 11/3, стр. 1 — Ленинградский рынок;
- № 17 — жилой дом. Здесь жил историк Л. И. Зубок[3];
- № 27/12 — жилой дом довоенной постройки. Относится к стилю постконструктивизм[4]. В 2019 году признан аварийным и расселен, по состоянию на февраль 2021 года заброшен.

По чётной стороне:
- № 16 — ТЦ «Принцип»;
- № 20 — Центральная клиническая больница № 1 ОАО РЖД. Здание построено в 1956 году в стиле эклектизм как общежитие студентов Всесоюзного заочного института инженеров железнодорожного транспорта. Авторы проекта — архитекторы М. О. Барщ, Н. Р. Иванова, В. Л. Пашковский. В 1959 году здание переоборудовано под больницу Министерства путей сообщения[5];
- № 22 — Российская открытая академия транспорта (РОАТ);
- № 28 — бывшая фабрика «Всекохудожник». Комплекс корпусов построен в 1933—1941 годах по проекту архитектора Г. П. Гольца в стиле эклектизм. В 1943—1945 гг. на базе завода № 568 в Головановском переулке был создан лагерь, заключенные которого, предположительно, отливали корпуса минометных мин в мастерской «Всекохудожника»[6]. До наших дней здания сохранились в сильно перестроенном виде[7]. Относится к выявленным объектам культурного наследия Москвы[8].

## Транспорт
Автобусные маршруты № 132, 322, 110.